# Metrioptera knipperi
Metrioptera knipperi är en insektsart som först beskrevs av Willy Adolf Theodor Ramme 1951.  Metrioptera knipperi ingår i släktet Metrioptera och familjen vårtbitare. Inga underarter finns listade i Catalogue of Life.